# 레옹 블룸
레옹 블룸(프랑스어: Léon Blum, 1872년 4월 9일 ~ 1950년 3월 30일) 은 프랑스의 정치가이다. 알자스 태생으로 처음에는 법률·철학을 공부하다가, 1899년 사회당에 입당하였다. 1919년 국회 의원, 1924년 사회당 당수를 역임하였으며, 드레퓌스 사건에서는 무죄론을 주장하였다. 1936년 인민 전선 내각을 조직하고 수상으로 취임하였다. 제2차 세계대전 중 체포되어 독일에 있다가 전쟁이 끝나자 귀국하여 다시 수상 겸 외상의 자리에 올랐다.

## 참고 자료
- 이 문서에는 다음커뮤니케이션(현 카카오)에서 GFDL 또는 CC-SA 라이선스로 배포한 글로벌 세계대백과사전의 내용을 기초로 작성된 글이 포함되어 있습니다.

| 전임 뱅상 오리올 | 프랑스의 국가 원수 1946년 12월 16일 ~ 1947년 1월 16일 | 후임 뱅상 오리올 |

| 전임 알베르 사로 | 프랑스의 정부 수반 1936년 6월 4일 ~ 1937년 6월 22일 | 후임 카미유 쇼탕 |

| 전임 카미유 쇼탕 | 프랑스의 정부 수반 1938년 3월 13일 ~ 1938년 4월 10일 | 후임 에두아르 달라디에 |

| 전임 뱅상 오리올 | 프랑스의 정부 수반 1946년 12월 16일 ~ 1947년 1월 16일 | 후임 폴 라마디에 |